# Ixora macrosiphon
Ixora macrosiphon är en måreväxtart som beskrevs av Wilhelm Sulpiz Kurz. Ixora macrosiphon ingår i släktet Ixora och familjen måreväxter. Inga underarter finns listade i Catalogue of Life.